# Karel Schoeman
Karel Schoeman (Trompsburg, Szabadállam, 1939. október 26. – Bloemfontein, 2017. május 1.) dél-afrikai író, műfordító.

## Művei
Regények
- Veldslag (1965) (a Veldslag és az In Ballingskap novellákat is tartalmazza)
- By Fakkellig (1966)
- ’n Lug vol Helder Wolke (1967)
- Spiraal (1968)
- Op ’n Eiland (1971)
- Na die Geliefde Land (1972)
- Die Noorderlig (1975)
- Om te Sterwe (1976)
- Afrika: 'n Roman (1977)
- Die Hemeltuin (1979)
- Die Reisiger (1980)
- Waar Ons Gelukkig Was (1981)
- ’n Ander Land (1984)
- Afskeid en Vertrek (1990)
- Hierdie Lewe (1993)
- Die Uur van die Engel (1995)
- Verkenning (1996)
- Verliesfontein (1998)
- Titaan: ’n Roman oor die Lewe van Michelangelo Buonarroti (2009)

Önéletrajzi művei, útleírások és egyéb művek
- Berig uit die Vreemde: ’n Ierse Dagboek (1966)
- Van ’n Verre Eiland: ’n Tweede Ierse Dagboek (1968)
- Koninkryk in die Noorde: 'n Boek oor Skotland (1977)
- Onderweg: Reisherinnerings (1978)
- Stamland: 'n Reis deur Nederland (1999)
- Die Laaste Afrikaanse Boek: Outobiografiese Aantekeninge (2002)
- Riviereland: Twee Besoeke aan Nederland (2011)
- Deelstad: ’n Boek oor Berlyn (2013)

Monográfiák
- Bloemfontein: Die Ontstaan van 'n Stad, 1846–1946 (1980)
- Vrystaatse Erfenis: Bouwerk en Geboue in die 19de Eeu (1982)
- Die Dood van 'n Engelsman: Die Cox-Moorde van 1856 en die Vroeë Jare van die Oranje-Vrystaat (1982)
- Boukkunsskatte van die Vrystaat / Free State Heritage (1985)
- Die Wêreld van die Digter: ’n Boek oor Sutherland en die Roggeveld ter ere van N.P. van Wyk Louw (1986)
- Die Moord op Hesje van der Merwe, 19 Oktober 1837 (1995)
- J.J. Kicherer en die Vroeë Sending, 1799–1806 (1996)
- Armosyn van die Kaap: Voorspel tot Vestiging, 1415–1651 (1999)
- Armosyn van die Kaap: Die Wêreld van 'n Slavin, 1652–1733 (2001)
- The Griqua Captaincy of Philippolis, 1826–1861 (2002)
- The Early Mission in South Africa / Die Vroeë Sending in Suid-Afrika, 1799–1819 (2005)
- Kinders van die Kompanjie: Kaapse Lewens uit die Sewentiende Eeu (2006)
- Early Slavery at the Cape of Good Hope, 1652–1717 (2007)
- Patrisiërs en Prinse: Die Europese Samelewing en die Stigting van 'n Kolonie aan die Kaap, 1619–1715 (2008)
- Seven Khoi Lives: Cape Biographies of the Seventeenth Century (2009)
- Handelsryk in die Ooste: Die Wêreld van die VOC, 1619–1688 (2009)
- Kolonie aan die Kaap: Jan van Riebeeck en die Vestiging van die Eerste Blankes, 1652–1662 (2010)
- Burgers en Amptenare: Die Vroeë Ontwikkeling van die Kolonie aan die Kaap, 1662–1679 (2011)
- Cape Lives of the Eighteenth Century (2011)
- Here en Boere: Die Kolonie aan die Kaap onder die Van der Stels, 1679–1712 (2013)
- Portrait of a Slave Society: The Cape of Good Hope, 1717–1795 (2013)
- Hoogty: Die Opbloei van 'n Koloniale Kultuur aan die Kaap, 1751-1779 (2014)

Életrajzok
- In Liefde en Trou: Die Lewe van President Martinus Theunis Steyn en mevrou Tibbie Steyn met 'n Keuse uit Hulle Korrespondensie (1983)
- Olive Schreiner: 'n Lewe in Suid-Afrika, 1855–1881 (1989)
- Only an Anguish to Live Here: Olive Schreiner and the Anglo-Boer War, 1899–1902 (1992)
- Irma Stern: The Early Years, 1894–1933 (1994)
- Die Kort Sendingloopbaan van Sophia Burgmann, 1805–1812 (1994)
- A Thorn Bush that Grows in the Path: The Missionary Career of Ann Hamilton, 1815–1823 (1995)
- Die Wêreld van Susanna Smit, 1799–1863 (1995)
- A Debt of Gratitude: Lucy Lloyd and the 'Bushman Work' of G.W. Stow (1997)
- Dogter van Sion: Machtelt Smit en die 18de-eeuse Samelewing aan die Kaap, 1749–1799 (1997)
- Merksteen: 'n Dubbelbiografie (1998)
- ’n Duitser aan die Kaap, 1724–1765: Die Lewe en Loopbaan van Hendrik Schoeman (2004)
- Twee Kaapse Lewens: Henricus en Aletta Beck en die Samelewing van Hul Tyd, 1702–1755 (2013)

## Díjai, elismerései
- Hertzog-díj (1970, 1986, 1995)
- Central News Agency irodalmi díj (1972, 1994)
- Prix du Meilleur Livre Étranger (2009)
- Alan Paton Award (2014)